# 皮科塔區
6°54′49″S 76°20′02″W / 6.9136°S 76.3339°W
皮科塔區（西班牙語：Distrito de Picota），是秘魯的一個區，位於該國中北部聖馬丁大區的皮科塔省，始建於1920年8月14日，面積218.7平方公里，海拔高度223米，2005年人口7,551，人口密度每平方公里35人。